# إليزابيتا بويارسكايا
إليزافيتا ميخائيلوفنا بويارسكايا ((الروسية: Елизаве́та Миха́йловна Боя́рская) من مواليد 20 ديسمبر 1985 في لينينغراد) هي ممثلة مسرحية وسينمائية روسية.

## سيرة شخصية
ولدت إليزافيتا في 20 ديسمبر 1985 في لينينغراد لعائلة مكونة من ممثلين روسيين مشهورين ميخائيل بويارسكي ولاريسا لوبيان. والدها من أصل روسي وبولندي وأمها من أصول إستونية وألمانية وروسية وبولندية.

## التعليم
عندما كانت مراهقة تخرجت من مدرسة الثانوية اكتسبت معرفة بلغتين أجنبيتين - الإنجليزية والألمانية. كانت مهتمة بدراسة «العلاقات العامة» في كلية الصحافة بجامعة سانت بطرسبرغ الحكومية. ولكن بعد حضور الدورات التحضيرية فقدت الاهتمام بالمجال. بعد زيارة افتتاح مسرح الطلاب «هو موخوفوي» والعديد من الإنتاجات بمسرح لينسوفيت، قررت إليزافيتا دخول معهد المسرح.

## الحياة الشخصية

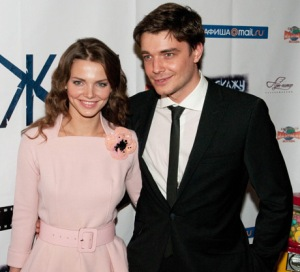
الممثلان الروسيان إليزافيتا بويارسكايا ومكسيم ماتفيف، 16 نوفمبر 2010 في موسكو

تزوجت إليزافيتا بويارسكايا من الممثل ماكسيم ماتفييف في عام 2010. في 7 أبريل 2012، أنجبت بويارسكايا ابنها.

## وصلات خارجية
- إليزابيتا بويارسكايا على موقع IMDb (الإنجليزية)
- إليزابيتا بويارسكايا على موقع ألو سيني (الفرنسية)
- إليزابيتا بويارسكايا على موقع أول موفي (الإنجليزية)
- إليزابيتا بويارسكايا على موقع قاعدة بيانات الفيلم (الإنجليزية)
- إليزابيتا بويارسكايا على موقع كينوبويسك (الروسية)